# بایزیدوو
بایزیدوو (به لاتین: Bayazitovo) یک منطقهٔ مسکونی در روسیه است که در باشقیرستان واقع شده‌است.